# 연관 소 아이디얼
환론에서, 가군의 연관 소 아이디얼(聯關素ideal, 영어: associated prime ideal)은 특정 부분 가군의 소멸자로 표현될 수 있는 소 아이디얼이다. 가환환 위의 가군의 연관 소 아이디얼은 대수기하학적으로 준연접층으로서의 지지 집합과 관련되며, 또 부분 가군의 으뜸 분해에 사용된다.

## 정의
환 {\displaystyle R}의 왼쪽 가군 {\displaystyle _{R}M}이 다음 조건을 만족시킨다면, {\displaystyle M}을 소가군(영어: prime module)이라고 한다.
- 임의의 부분 가군 {\displaystyle _{R}N\subseteq {}_{R}M}에 대하여, {\displaystyle N=0}이거나 {\displaystyle \operatorname {Ann} (_{R}N)=\operatorname {Ann} (_{R}M)}이다.

(여기서 {\displaystyle \operatorname {Ann} }은 소멸자를 뜻한다.) 소가군의 소멸자는 항상 소 아이디얼이다.:85
만약 양쪽 아이디얼 {\displaystyle {\mathfrak {a}},{\mathfrak {b}}}가 {\displaystyle {\mathfrak {a}}{\mathfrak {b}}\subseteq \operatorname {Ann} _{R}M}을 만족시키며 {\displaystyle {\mathfrak {a}}\not \subseteq \operatorname {Ann} _{R}M}이라면, {\displaystyle \{0\}\neq {\mathfrak {a}}M}이므로 {\displaystyle {\mathfrak {b}}\subseteq \operatorname {Ann} _{R}({\mathfrak {a}}M)=\operatorname {Ann} _{R}M}이다.
{\displaystyle R}의 왼쪽 가군 {\displaystyle _{R}M}의 연관 소 아이디얼(영어: associated prime ideal)은 그 부분 가군인 소가군의 소멸자로 나타낼 수 있는 소 아이디얼이다.:86 {\displaystyle _{R}M}의 연관 소 아이디얼의 집합을 {\displaystyle \operatorname {Ass} (_{R}M)\subseteq \operatorname {Spec} R}로 표기한다.
만약 {\displaystyle R}가 가환환일 때, {\displaystyle \operatorname {Ass} (_{R}M)} 의 원소 가운데 (포함 관계에 대하여) 극소 원소인 것을 고립 연관 소 아이디얼(영어: isolated associated prime ideal), 아닌 것을 매장 연관 소 아이디얼(영어: embedded associated prime ideal)이라고 한다.

## 성질
환 {\displaystyle R} 위의 왼쪽 가군 {\displaystyle _{R}M}의 부분 가군 {\displaystyle N\subseteq M}에 대하여, {\displaystyle \operatorname {Ass} (_{N})\subseteq \operatorname {Ass} (_{M})}이다. 만약 {\displaystyle N}이 본질적 부분 가군이라면 {\displaystyle \operatorname {Ass} (_{N})=\operatorname {Ass} (_{M})}이다.

### 유한성·비자명성
만약 {\displaystyle R}가 양쪽 아이디얼에 대한 오름 사슬 조건을 만족시킨다면, {\displaystyle R} 위의 모든 유한 생성 왼쪽 가군은 적어도 하나 이상의 연관 소 아이디얼을 갖는다. 임의의 환 위의 뇌터 왼쪽 가군은 유한 개의 연관 소 아이디얼을 갖는다.

### 뇌터 가환환의 경우
가환환 {\displaystyle R} 위의 가군 {\displaystyle M}은 {\displaystyle \operatorname {Spec} R} 위의 준연접층을 정의한다. 그 지지 집합
{\displaystyle \operatorname {supp} (_{R}M)=\{{\mathfrak {p}}\in \operatorname {Spec} R\colon R_{\mathfrak {p}}\otimes _{R}\neq 0\}}
을 생각하자. 만약 {\displaystyle R}가 뇌터 가환환이라면, 다음이 성립한다.
- {\displaystyle \operatorname {Ass} (_{R}M)\subseteq \operatorname {supp} (_{R}M)}
- {\displaystyle \operatorname {Ass} (_{R}M)}의 극소 원소들의 집합은 {\displaystyle \operatorname {supp} (_{R}M)}의 극소 원소들의 집합과 같다.

뇌터 가환환 {\displaystyle R} 위의 왼쪽 가군 {\displaystyle _{R}M}의 연관 소 아이디얼들의 합집합은 {\displaystyle M}의 영인자들의 집합과 같다.
{\displaystyle \bigcap \operatorname {Ass} (_{R}M)=\{r\in R\colon \exists m\in M\setminus \{0\}\colon rm=0\}}
뇌터 가환환 {\displaystyle R} 위의 왼쪽 가군 {\displaystyle _{R}M}에 대하여 다음 두 조건이 서로 동치이다.:391, Exercise 10.9.7
- 가군의 길이가 유한하다.
- 유한 생성 가군이며, 모든 연관 소 아이디얼이 극대 아이디얼이다.

## 예
임의의 환 위의 영가군은 연관 소 아이디얼을 갖지 않는다.
{\displaystyle \operatorname {Ass} (_{R}0)=\varnothing }

## 참고 문헌
1. 1 2  Lam, Tsit-Yuen (1999). 《Lectures on modules and rings》. Graduate Texts in Mathematics (영어) 189. Springer-Verlag. doi:10.1007/978-1-4612-0525-8. ISBN 978-0-387-98428-5. MR 1653294.
2. ↑  Cohn, P. M. (2003). 《Basic Algebra》 (영어). Springer-Verlag. ISBN 978-0-85729428-9.